# Maculinea telegonus
Maculinea telegonus är en fjärilsart som beskrevs av Johann Andreas Benignus Bergsträsser 1779. Maculinea telegonus ingår i släktet Maculinea och familjen juvelvingar. Inga underarter finns listade i Catalogue of Life.